# Resolutie 34/65 van de Algemene Vergadering van de Verenigde Naties
Resolutie 34/65 van de Algemene Vergadering van de Verenigde Naties is een van de jaarlijks terugkerende VN-resoluties over de activiteiten van het Committee on the Exercise of the Inalienable Rights of the Palestinian People (CEIRPP). De resolutie bestaat uit vier onderdelen. De onderdelen A en B werden op 29 november 1979 aangenomen; de onderdelen C en D op 12 december 1979. Resolutie 34/65 A werd aangenomen met 117 tegen 14 stemmen bij 16 onthoudingen; Resolutie 34/65 B met 75 tegen 33 stemmen bij 37 onthoudingen; Resolutie 34/65 C met 118 tegen 10 stemmen bij 12 onthoudingen en Resolutie 34/65 D met 117 tegen 15 stemmen bij 9 onthoudingen.

## Inhoud
Resolutie 34/65 A herbevestigt dat een rechtvaardige en duurzame vrede slechts mogelijk is op basis van vervulling van de rechten van het Palestijnse volk, inclusief het recht op terugkeer van de Palestijnse vluchtelingen en het zelfbeschikkingsrecht met een onafhankelijke eigen staat. Hij eist ook deelname van de PLO aan de activiteiten van de Algemene Vergadering, op gelijke voet met andere partijen.
Onderdeel B drukt naar aanleiding van de rapportage van de CEIRPP bezorgdheid uit over de totstandkoming van de Camp David-akkoorden van september 1978 buiten de Verenigde Naties om en met uitsluiting van de PLO. Alle bepalingen van de Camp David-akkoorden die de Palestijnse rechten negeren, schenden of ontkennen, en die de voortdurende Israëlische bezetting tot doel hebben en vergoelijken worden afgewezen. Alle deelovereenkomsten en afzonderlijke verdragen die de Palestijnse rechten en resoluties die over de Palestijnse kwestie zijn aangenomen flagrant schenden, worden door de Algemene Vergadering streng veroordeeld. 
De laatste paragraaf van onderdeel B verklaart de Camp David-akkoorden en andere verdragen ongeldig voor zover zij tot doel hebben de toekomst te bepalen van het Palestijnse volk en van de in 1967 bezette Palestijnse gebieden. Bij de stemming over onderdeel B probeerde een aantal landen op voorstel van Egypte (dat in de Camp David-akkoorden hoofdpartij was) tevergeefs deze laatste paragraaf uit de resolutie te laten schrappen, waardoor er uiteindelijk meer landen tegen stemden.
Onderdeel C bevat de jaarlijkse goedkeuring van de voortzetting van het werk van de CEIRPP en de financiering daarvan. 

### Division for Palestinian Rights
In onderdeel D wordt verzocht de Special Unit on Palestinian Rights te hernoemen naar Division for Palestinian Rights (DPR) en wordt het takenpakket, onder leiding van de CEIRPP, flink uitgebreid. Regeringen en organisaties worden opgeroepen volledig samen te werken met de CEIRPP en de DPR. Tot het takenpakket behoren onder meer:
- Zorgen voor meer samenwerking binnen de VN met NGOs
- Organiseren van een viertal seminars in het zittingsjaar 1980-1981, het sponsoren van jaarlijkse stage-programma's en het verzorgen van tournees met lezingen
- Monitoren van politieke en andere relevante ontwikkelingen betreffende de onvervreemdbare rechten van het Palestijnse volk
- Helpen bij de productie van visueel materiaal, zoals posters
- Uitbreiden van het interessegebied van het bulletin van de DVR, om alle relevante zaken omtrent de "kwestie van de Palestijnse rechten" in te sluiten.

De Special Unit on Palestinian Rights werd als onderdeel van het Secretariaat van de VN opgericht op verzoek van de Algemene Vergadering in Resolutie 32/40 B van 2 december 1977. Het stond toen ook al onder leiding van de CEIRPP. Resolutie 33/28 C van 1 december 1978 vermeldt dat de Special Unit inmiddels is opgericht en verzoekt de Secretaris-generaal in paragraaf 3 de positie van de eenheid te versterken, eventueel te reorganiseren en een nieuwe naam te geven.
De DPR fungeert als secretariaat van de CEIRPP. 
De CEIRPP zelf werd opgericht via Resolutie 3376 (XXX) van 10 november 1975. Onder de 25 leden van de CEIRPP, eind 2024, schitteren de Westerse landen door afwezigheid.
In Resolutie 36/120 B van 10 december 1981 wordt gememoreerd dat de Special Unit nog altijd niet is hernoemd. Uit Resolutie 37/86 B van 10 december 1982 blijkt dat de hernoeming tot Division for Palestinian Rights  inmiddels is doorgevoerd.

### Promotie richting het algemeen publiek
In onderdeel D wordt de Secretaris-generaal ook verzocht een serie  speciale postzegels te doen uitgeven om de ernstige situatie en de onvervreemdbare rechten van het Palestijnse volk zo breed mogelijk onder de aandacht te brengen.
De lidstaten wordt opgeroepen om jaarlijks 29 november te herdenken op de International Day of Solidarity with the Palestinian People (Internationale dag van solidariteit met het Palestijnse volk) en voor die gelegenheid speciale postzegels uit te brengen. Deze dag verwijst naar het VN-verdelingsplan, dat op 29 november 1947 in Resolutie 181 door de Algemene Vergadering werd aangenomen, met catastrofale gevolgen voor de Palestijnen. De organisatie van de jaarlijkse International Day of Solidarity werd in Resolutie 32/40 B van 2 december 1977, precies 30 jaar na Resolutie 181, opgedragen aan de Special Unit on Palestinian Rights, de voorganger van de DPR. Op het hoofdkantoor van de VN wordt door de DPR jaarlijks ter gelegenheid van de International Day of Solidarity een tentoonstelling ingericht over Palestijnse rechten of een culturele gebeurtenis die daar verband mee houdt. In 2021 werd bijvoorbeeld ter gelegenheid van deze dag de fototentoonstelling "The Writing is on the Wall" georganiseerd, met foto's van de afscheidingsmuur op de Westelijke Jordaanoever, waarna een fotoboek werd uitgegeven door CEIRPP/DVR.
Ten slotte wordt verzocht het Department of Public Information opdracht te geven om in de openbare ruimten van het hoofdkantoor van de VN een fotovitrine in te richten over de ernstige situatie en de onvervreemdbare rechten van het Palestijnse volk.

## Vervolg
Resolutie 34/65 werd een jaar later mede aangehaald in Resolutie 35/35 van 14 november 1980 over het recht op zelfbeschikking van gekoloniseerde volkeren. In onderdeel A van deze resolutie werd in het bijzonder het ontkennen van dit recht van het Palestijnse volk door Israël een serieuze en toenemende bedreiging voor de internationale vrede en veiligheid genoemd en sterk veroordeeld. De Algemene Vergadering veroordeelde ook de expansionistische activiteiten van Israël in het Midden-Oosten en het constant bombarderen van Arabische burgers en de vernietiging van dorpen en kampen van de Palestijnen.